# 장 마비용

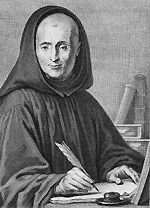
장 마비용, Alexis Loir 작품, 프랑스 국립도서관 소장

장 마비용(Jean Mabillon, 1632년 11월 23일 - 1707년 12월 27일)은 프랑스의 베네딕트 수도회 수도사이자 사학자, 고문서학자이다.《고문서론(De re diplomatica)》(1681년)를 저술하였으며, 고문서학 및 역사비평학의 원리의 제창자로 여겨진다.

## 생애

### 청년기
장 마비용은 샹파뉴아르덴 지역의 상피에르몽의 한 농가에서 태어났다. 어린 시절부터, 근처에서 사제를 하고 있던 백부로부터 라틴어 교육을 받았다. 백부는 마비용의 장래를 기대하며, 상피에르몽에서 가까운 랑스 대학의 부속학교로의 입학을 추천하였다. 이 시절부터 그는 고문서 및 사본에 관심을 두기 시작하였다. 1650년, 마비용은 랑스대학 부속의 신학교에 진학하여 신학과 철학을 배웠다. 다음해에 정식으로 부제가 되었다. 1652년에는 랑스대학의 석사학위를 받았다. 그러나 1653년 8월, 그는 돌연 신학교를 자퇴하고 시내의 상레미 성당(en)으로 옮겨, 수도사가 될 것을 결의하였다. 상레미성당은 베네딕트회에서 발생한 상모르 학파의 중심 거점 중 한곳으로, 마비용에게도 수도사로서의 수행과 학술의 연구가 요구되었다. 그는 그 두가지 조건을 갖춘 인물로 높은 평가를 받아, 다음해 9월에 이곳에서 첫 수도서원을 하였다.
그러나, 마비용은 허약한 체질의 소유자로, 간간이 두통을 수반하는 질병을 앓고 있었다. 수도원의 상장들은 그의 건강을 염두에 두어 요양을 추천하였으나, 회복에 이르지는 못하였다. 이 이유로, 그는 1658년 아미앵 근교의 코르비 수도원(en)에 파견되는 몸이 되었다. 당시의 프랑스에서 가장 충실한 도서관을 보유하고 있었던 코르비에서 그는 신학, 특히 신학 발전의 역사에 대해 관심을 두기 시작하였다. 그러나, 이곳에서 전례 도중 결핵에 걸리게 된 마비용은 생명의 위기를 직면한다. 이윽고 기적적으로 회복된 그는 1660년 3월 27일에 아미앵에서 사제 서품을 받게 되나, 그는 남은 목숨이 길지 않음을 깨닫고, 얼마 남지 않는 인생을 기도와 연구에 바칠 것을 서원하게 되었다. (애초에 그의 남은 생애는 이 시점에서 아직 반세기 정도 남아 있었다.)
1663년 마비용은 파리의 상드니 대성당으로 옮겨, 본격적인 사목활동을 시작하였다. 이곳은 프랑스의 역대 국왕의 대관식이 열리며, 죽은 후 매장되는 곳이었다. 이런 이유로, 역대 국왕에 관련된 물품들을 포함하여 많은 보물들이 모셔져 있었다. 역사 지식을 보유한 마비용은 수도원장으로부터 이들 물품의 관리직을 명받았다. 이즈음, 파리에 있었던 생제르맹데프레 수도원은 상 모르 학파의 총본산적인 존재로 위치하고 있어, 그곳의 도서관 사서였던 장 뤽 드 아셰리(en)는 베네틱트회의 역사에 관한 사료의 수집, 정리 작업 임무를 맡고 있었다. 마비용의 식견을 알게 된 아셰리는 그를 생제르맹데프레 수도원으로 오도록 추천하였다. 1664년 7월 마비용은 생제르맹데프레 수도원으로 이동하여 아셰리의 조수가 되었다.

### 집필 활동과 조사 여행
마비용이 스승 아셰리로부터 처음으로 받은 일은, 상 제르망 드 프레로 이동한 직후에 병으로 숨진 전임자가 남긴 성 베르나르의 전집 완성이었다. 당시 성 베르나르의 위작이 세간에 널리 퍼져 있었으나, 그는 꼼꼼한 텍스트 비교 작업을 거쳐 진품의 저작물만을 채록하여, 1667년에 완성시켰다. 계속해서 그는 스승이 수집한 사료의 정리와 병약한 몸을 이끌며 수행했던 사료수집을 위한 조사 여행의 성과물을 바탕으로, 베네딕트회의 여러 성인에 관련된 전기를 집필하는 작업을 맡았다. 그는 여러 성인전과 기적의 보고에 역사적 가치를 인정하여 그 연대 확정을 수행하는 한편, 진짜의 사료로 받아들여질 수 없는 것이나 사실과 맞지 않는 사료는 채용하지 않았다. 1668년에 제1권이 간행된 대작 《성 베니딕트 수도회 성인전》(Acta Sanctorum ordinis Sancti Benedicti)는 1701년까지 전 9권이 완결되어, 이로서 마비용은 당시의 대학자 중 한명으로 인정받게 되었다. 그러나, 이 작품으로 인해 생각치 못한 파문이 일어났는데, 베네딕트회에서 오랜 기간동안 믿어왔던 몇명의 성인의 관계에 대해 사료적으로 볼때 역사적 사실로 받아들여질 수 없다는 이유로 '성인전'에서 삭제된 사실이 다른 수도사로부터, 베네딕트회와 수도사의 명예에 상처를 주는 행위로 받아들여진 것이다. 이에 대해 마비용은 '그리스도교도는 진리를 소중히 생각하는 것이 중요하며, 진리라고 말할 수 없는 이야기나 지어낸 이야기를 언급하는 것이야 말로 수도회의 불명예로 이어진다'라고 반론하였다. 이런 마비용에 대한 비판은 '성인전' 편찬의 진전과 더불어 잦아지며, 그의 방침은 점차 받아들여지게 되었다.

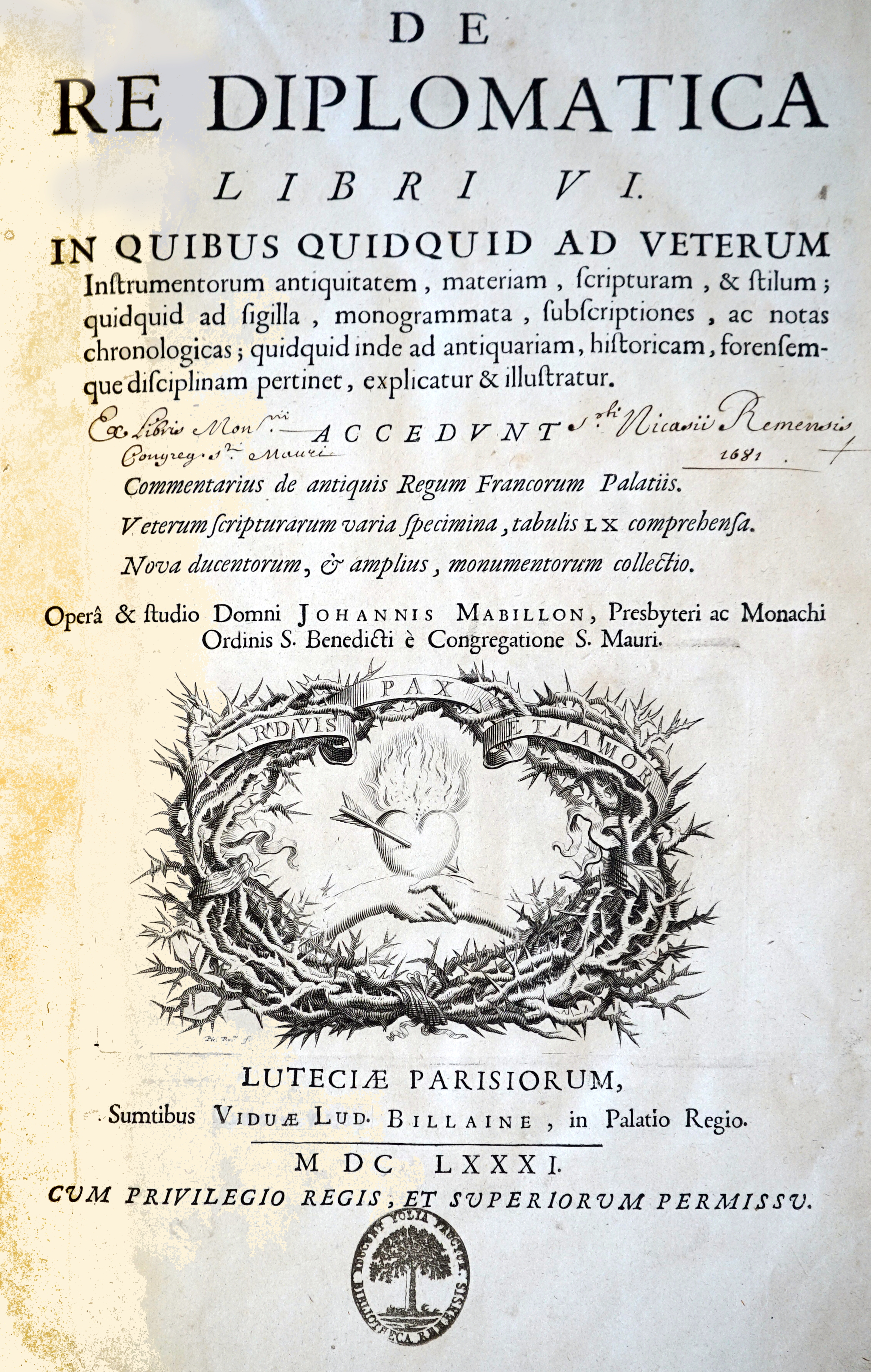
고문서론

마비용의 집필활동을 지탱해준 것은, 스승 아셰리와 함께 수집하고 정리한, 1685년 아셰리가 병사한 후에 그에게 맡겨진 대량의 고문서 및 역사사료였다. 그러나 마비용은 이에 만족하지 않고, 유럽 각지의 수도원의 도서관이나 그 외의 시설에 묻혀 있는 고문서 등을 채굴하기 위해, 병약한 몸을 이끌고 각지로 조사여행을 나서, 시설들에 있는 문서의 조사를 수행하여, 시간적 여유와 관리저의 허가가 있으면 사본 작성을 하는 작업을 계속하였다. 1672년에는 플랑드르 지방, 1680년에는 로렌 지방, 1682년에는 부르고뉴 지방으로 조사 방문을 떠났다. 1683년 6월부터 11월에 걸쳐, 아셰리는 프랑스 국왕 루이 14세의 명을 받은 형식으로 독일・스위스로의 조사여행을 떠났다. 이 여행은 아셰리의 곁을 빈번이 출입했던 프랑스 재무총감 콜베르의 협조가 컸다. 알자스에서 스위스 슈바벤, 아우크스부르크, 바이에른을 거치는 4개월 동안의 여행은, 당시 프랑스와 독일 간의 관계의 악화에도 불구하고, 현지에서의 환영을 받으며 사본 작성에 관해 편의를 받았다. 특히 부르고뉴의 룩스루를 방문했을 때는, 6세기에서 7세기 사이에 메로빙 왕조 시대에 제조되었던 '갈리아 전례'을 발견하기도 하였다. 이는 칼 대제에 의해 폐지된 이래 당시에는 볼 수 없었던 내용이었다. 마비용은 즉시 사본을 만들어 주석을 붙여 1685년 간행했다. 갈리아 전례를 헌정받은 프랑스 대주교 샤를르 모리스 르 테리에는, 그를 로마로 파견하여 조사여행을 하도록 루이 14세에 진언하여 받아들여졌다. 그 해 4월 1일 파리를 출발한 마비용은, 여행 도중에 스승 아셰리의 부보를 듣게 된다. 여기에 당시 프랑스와 로마 교황청 사이의 관계가 악화되었던 터라, 그는 여행의 전도다난함을 걱정했다. 그러나 로마에 도착한 그는 교황청 및 현재 학자들로부터 환대를 받아, 로마의 도서관 및 문서관 출입을 할 수 있도록 편의를 받았다. 그는 로마 이동 도중, 나폴리 및 몬테 카시노(베네틱트회의 총본산) 등의 조사도 수행하여, 다음해 2월까지 로마에 체류하며 그후 피렌체 등을 거쳐 7월에 파리로 복귀한다. 이 사이 3000권 이상의 사본을 제작하며, 일부는 당시 건설중이었던 왕립도서관에 기증되었다. 또한, 보고서 격인 '이탈리아의 도서관'을 간행하였다. 그 후도 1696년에 알자스 로렌, 1699년에 샹파뉴, 1700년에 노르망디, 1703년에 샹파뉴 및 브르고뉴 지역의 조사여행을 수행하였다. 그 최대의 성과가 1681년에 간행된 《고문서론》이었다.

### 《고문서론》 간행의 의의
17세기 이전의 유럽에는 고문서의 진위를 판별하는 방법이 확립되어 있지 않았었다. 한편 30년전쟁으로 인해, 점령 영역이 큰 폭으로 바뀌어, 여러 국가 및 도시, 수도원 간에 주권과 영역에 관하여 분쟁이 발생하게 되었다. 이때 분쟁과 관해 당사자 양쪽에서 증거라 하며 제시한 고문서에는 부정확한 내용의 사본 또는 위조문서 등이 적지 않게 포함되어 있어, 그중에는 비교적 최근에 만들어졌음에도 불구하고 유서 있는 역사적 문서라 속이는 경우도 생겨났다. 이 때문에, 어떤 문서가 진본이고 어떤 문서가 위조인가를 정확하게 판별하기 위한 기술이 요구되게 되었다.
이런 과제에 본격적으로 도전한 인물이 마비용과 거의 동시대에 예수회의 수도사로 있었던 다니엘 하펜브레그(en)였다.  1675년, 그는 예수회에서 편찬한 '성인전'의 한 장인 '고문서 서설'을 저술하며, 고문서의 진위판정의 필요성을 주창하며, 그 실마리가 될 원칙을 몇가지 제시하였다. 그런데, 이 책에서 그는 현재 전해 내려온 6세기의 문서는 국왕문서나 교황의 대칙서도 포함하여 전부 가짜이며 오래된 문서일 수록 가짜일 가능성이 높다 주장했다. 이는 문서를 기록한 매체의 재질이나 보존 환경 등의 조건을 전부 무시한 이론으로, 당시 설립이 비교적 나중이며 새롭게 경위가 밝혀진 문서를 다수 보유하고 있던 예수회에 유리하게 작용하여, 거꾸로 베네딕트회를 대표로 역사적으로 유서 있는 수도회에는 불리하였다. 특히 베네딕트회가 보유하고 있던 프랑크 왕국 이래의 권리문서를 전부 중세에 만들어진 가짜 문서라 일방적으로 단정해버린 사실로, 베네딕트회에는 충격과 반발이 일어났다. 1677년 베네딕트회는 《성 베니딕트 수도회 성인전》의 저자로 여러 고문서를 접해온 마비용에게 하펜브레그에의 반론을 요청했다. 마비용 자신도 직접 밀접하게 접해온 상 드니 대성당 및 상제르망 드 프레 수도원의 고문서에 대해, 충분한 조사도 없이 가짜문서로 단정되어 버린 것에 대해 반발하였던 터라, 수도회의 요청을 받아들였다. 그는 베네딕트회가 보존해온 고문서 뿐만 아니라, 프랑스 중의 고문서에 대해 가능한한 조사를 수행했다. 4년간의 조사 결과, 그는 고문서의 진위판정에 관한 여러 이론을 정리한 책을 콜베르에 헌정하여, 간행까지 이끌어냈는데, 이 책이 《고문서론》이다.
우선, 마비용은 문서의 작성년도와 진위 여부는 전혀 관계없으며, 오래된 시대의 문서는, 그것이 진본이든 위조문서이든, 문서가 기록된 종이의 재질이나 보존 조건에 따라 오늘날까지 전해질 수 있 수 있음을 지적했다. 거기에, 진위를 파악할 수 있는 방법으로, 서식 또는 문면 등이 당시의 문서 사정에 맞는가를 보는, 문서가 가진 내적 성격의 조사가 필수불가결하다고 지적하며, 하펜브레크의 판단에 대해 그 오류를 지적, 그가 가짜문서로 판정한 문서가 진본이었음을 알려주는 증거를 제시했다. 《고문서론》의 간행은, 과학적인 근거에 바탕을 둔 고문서학의 확립을 의미하는 것이었다.

### 만년

성 베네딕트 수도회 연대기, 1739년 작품

마비용의 학술상의 업적으로 인한 명성은 날로 높아져, 또한 그 학식과 인격은 프랑스 안팎에서 높게 평가되었다. 물론 모든 이가 이를 호의적으로 보고 있던 것은 아니었다. 1683년, 트라피스트회 개혁운동의 중심 인물이었던 아르망 장 르 브티리에 드 랑세는, 수도사는 참회를 수행하는 자여야 하며, 학문은 이에 방해가 된다고 주장하며, 상 모르 학파와 베네딕트회를 강렬하게 비난하였다. 마비용은 이때도 하펜브레크때처럼 반론을 낼 것으로 기대되었다. 수도사의 교양 없음은 거꾸로 잘못된 신앙으로 이끌어진다는 반론을 1691년에 냈으나, 그가 랑세와 절친한 사이였음에, 표면적으로 분쟁은 피하고자 생각한 마비용의 생각에 반하여 문제는 해결되지 않은채 장기화되었다. 이어 1698년에 마비용은 《에우제비우스의 로마 서간》(Eusebius Romanus)에서 로마의 카타콤베 발굴에서 발견된 유체에 대해 제대로 감정되지 않은 채, 성인의 유체로 판단되어 제외국으로 보내어지는 일에 경종을 울린 것으로, 1701년 금서성청으로부터 이단의 혐의를 받아, 해당 부분의 수정을 강요당했다. 그리고 1687년 이후 마비용을 시작해 상 모르 학회에서 진행해왔던 아우구스티누스 전집 편찬과 관련하여, 예수회로부터 상 모르 학파의 은혜론이 이단으로 취급받고 있던 쟝세니즘(fr)의 영향을 받았다는 트집을 받게 된다. 이 때문에 1699년 전집의 편찬 완료와 함께, 마비용은 해명을 위한 서문을 쓰게 되었다. 1701년 로마 교황 클레멘스 11세는, 아우구스티누스 전집 간행과 마비용 및 관계자들의 활동에 축복을 내리는데, 이는 마비용에 대한 가톨릭 교회의 높은 평가를 의미하는 것으로 받아들여져, 반대파의 중상을 진정화시키는 효과를 불렀다.
이런 예상치 못한 사태가 계속되던 와중에, 주위 사람들은 베네딕트회의 역사에 관한 연대기를 집필해줄 것을 마비용에게 권했다. 마비용은 처음에는 고령을 이유로 사퇴하였으나, 결국 주위의 기대에 부흥하기 위해, 최후의 사업으로 1693년부터 《성 베네딕트 수도회 연대기》 (Annales Ordinis Sancti Benedicti occidentalium monachorum patriarchae)의 집필을 시작했다. 1703년 첫권이 간행되어, 그의 생존 중에는 1066년도까지를 다룬 제4권까지밖에 완성시키지 못하였으나, 그럼에도 불구하고 그가 훌륭한 교회사가였음을 알려주시는 저작이 되었다.
1701년 마비용은 왕명으로 프랑스 금석학 문학 아카데미(en)의 창립 멤버로 위촉되었으며, 1704년 《고문서론》의 추가본이 간행되었다. 1707년 사망한 마비용은 파리 생제르맹데프레 성당에 묻혔다.
마비용의 활동이 교회의 인물로서의 처지, 시대의 제약을 입었음은 차치하더라도, 고문서학 및 역사학에 관하여 그의 진실 추구의 자세는 근대 이후의 역사학에 적지 않은 영향을 끼쳤다고 평가된다.
프리츠 슈테른은, 1956년에 저술한 그의 문서에서, 마비용을 당시대의 위대한 역사철학자'로 언급했다.

## 레거시
파리 메트로 10호선의 마비용 역의 명칭은 장 마비용의 이름을 따서 붙여졌다.

## 참고 문헌
- 樺山紘一「マビヨン」（『歴史学事典 5 歴史家とその作品』（弘文堂、1997年） ISBN 978-4-335-21035-8）
- 坂本堯「マビヨン、ジャン」（『キリスト教人名辞典』（日本基督教団出版局、1986年））
- 佐藤真一『ヨーロッパ史学史 -探究の軌跡-』（知泉書館、2009年） ISBN 978-4-86285-059-1Ⅲ近代歴史学の形成、三、「博識の時代」における史料の収集と批判 - マビヨン

## 같이 보기
- 고문서학
- 역사학